# Gniewskie Pole Działki
Gniewskie Pole Działki – jeden z trzech przystanków kolejowych we wsi Gniewskie Pole pow. kwidzyńskim, woj. pomorskie.